# Eriosyce esmeraldana
Eriosyce esmeraldana o esmeraldano es una especie de planta fanerógama de la familia Cactaceae.

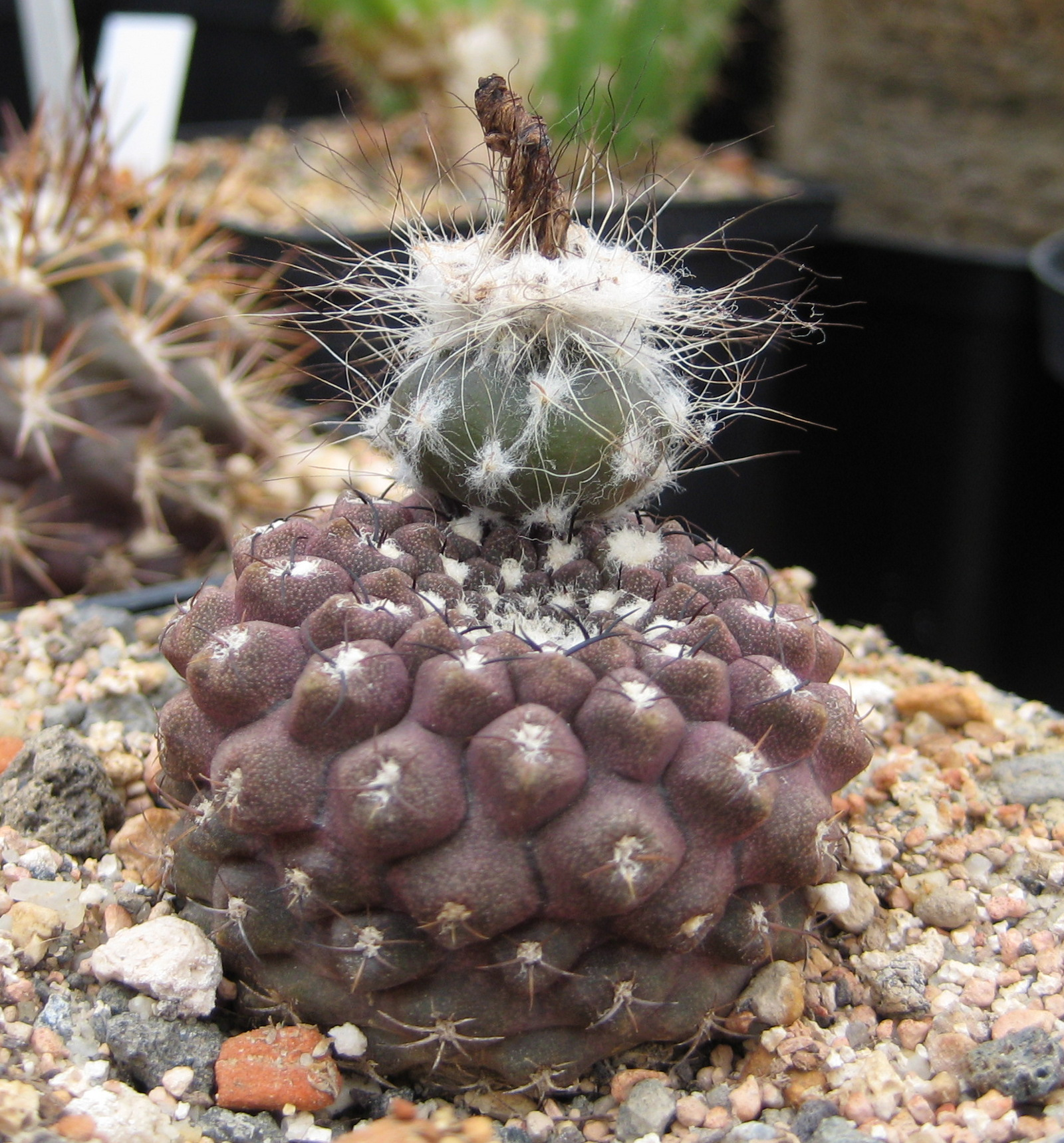
Fruto

## Descripción
Eriosyce esmeraldana crece con una larga raíz pivotante cónica. El cuerpo aplanado de la planta a veces se forma en la base de los brotes laterales, es de color verde oscuro a marrón rojizo y alcanza diámetro de 3 a 4 cm. Tiene de 13 a 22 costillas. Las espinas son finas como agujas se encuentran en número de 5-7 piezas en las areolas y miden 0,3 a 0,5 centímetros de largo. Las  flores sólo aparecen en las areolas y son de color amarillo a rojizo de 2 a 3 cm de largo y de ancho. El pericarpio y el tubo de la corola están cubiertos de lana negra gruesa y cerdas. Los frutos en forma de huevo, de paredes finas  son secos y abiertos en un poro basal.

## Distribución
Es endémica de Atacama y Antofagasta en Chile. Es una especie  poco común en las colecciones. Es una planta geófita perenne carnosa globoso-cilíndrica de raíz grueza, armada de espinas cortas,  y con las flores de color rojo y amarillo. Está presente en el parque nacional Pan de Azúcar.

## Taxonomía
Eriosyce esmeraldana fue descrita por (F.Ritter) Katt. y publicado en Eriosyce (Cactaceae): The genus revised and amplified 1: 119. 1994.
Etimología
Eriosyce: nombre genérico que deriva de dos palabras griegas "erion" = "lana" y syke = "higuera o higos""; debido a los frutos obtenidos.
esmeraldana epíteto geográfico que alude a su localñización en Esmeralda.
Sinonimia
- Chileorebutia esmeraldana F.Ritter basónimo
- Neochilenia esmeraldana (F.Ritter) Backeberg
- Neoporteria esmeraldana (F.Ritter) Donald & G.D.Rowley
- Thelocephala esmeraldana (F.Ritter) F.Ritter[4]